# Carlo Portelli da Loro
Pour les articles homonymes, voir Portelli.

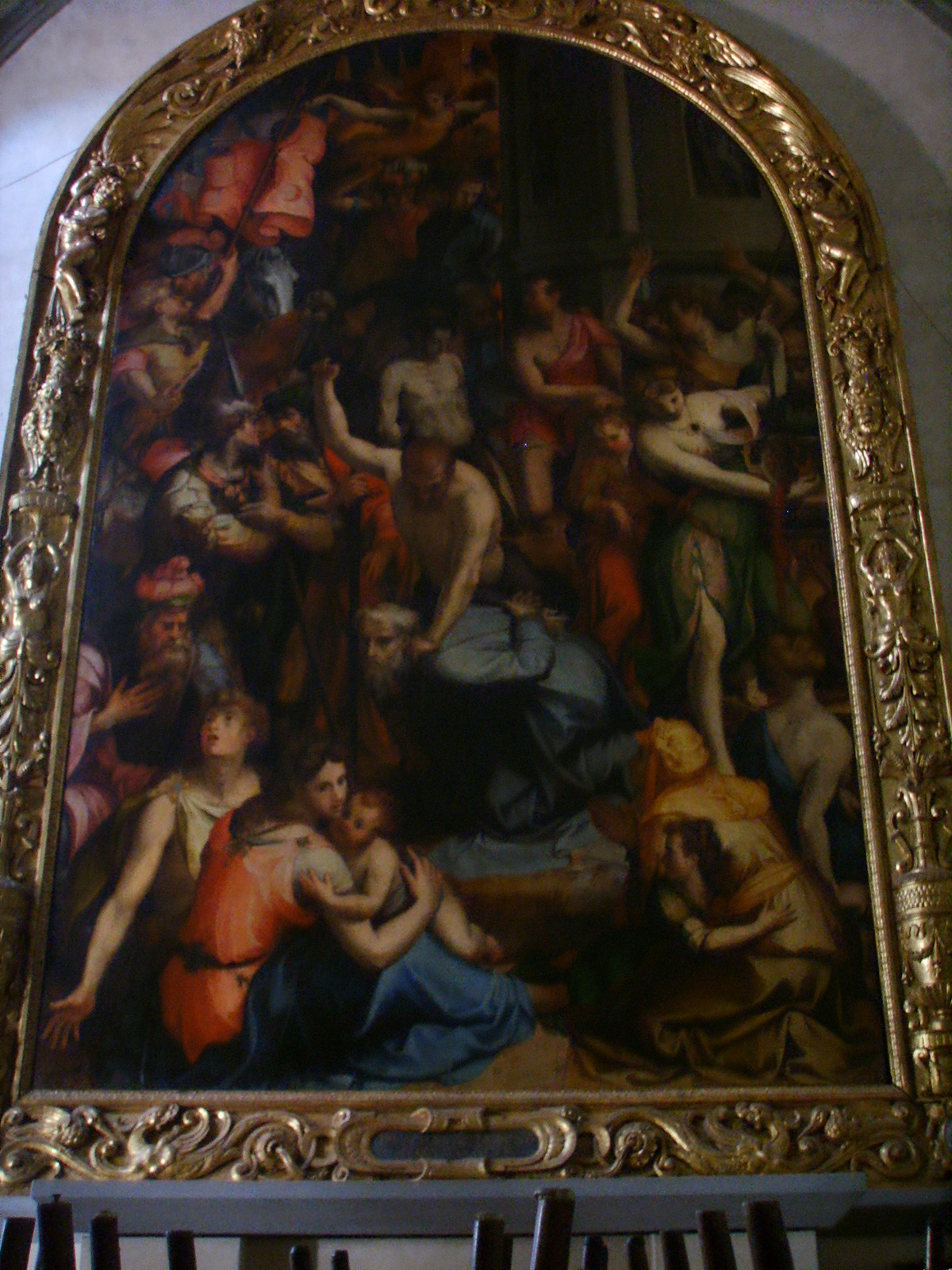
Martyre de San Romolo,
Santa Maria Maddalena de' Pazzi, Florence

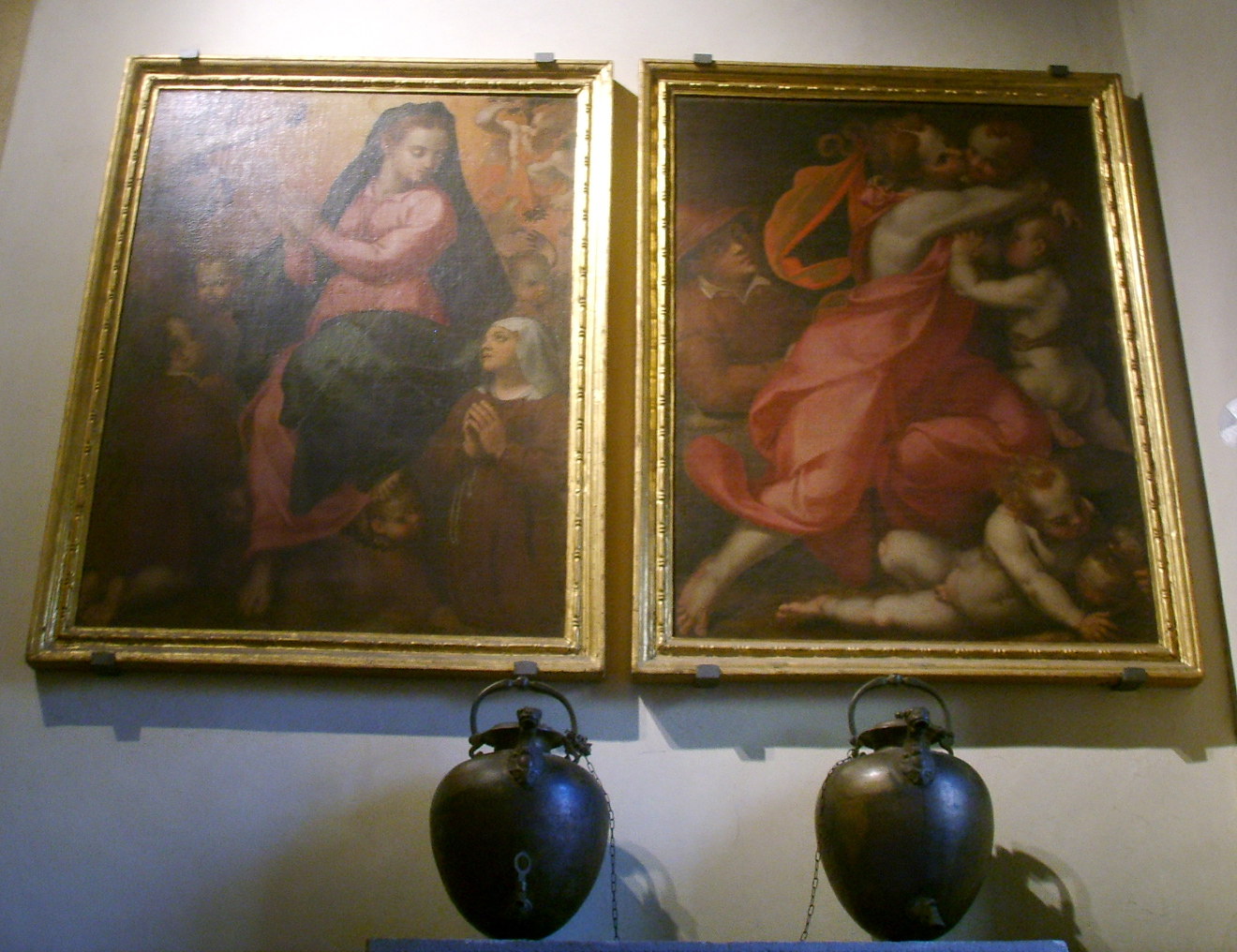
Madonna in gloria con due orfani e Carità,
musée du Bigallo

Carlo Portelli da Loro, également appelé Porteolli ou Carlo di Galeotto Partelli da Loro, est un peintre italien de la Renaissance, né vers 1508 à Loro en Toscane et mort en 1574 à Florence. Il appartenait à l'école florentine, de style maniériste toscan.

## Biographie
Carlo Portelli a été actif principalement à Florence. Il a été l'élève de l'atelier de Ridolfo Ghirlandaio et il est documenté en  1538 pour son adhésion à la Compagnie des peintres de Saint-Luc de Florence.
Il reçut paiement en  1539, pour des apparati (décorations éphémères) pour les noces de Cosme de Médicis, et, entre 1544 et 1546 il est inscrit à l'Arte dei Medici e Speziali, la corporation des Arti Maggiori qui intègre les peintres florentins.
Le premier travail de Portelli documenté est le retable de La Trinité et des saints de 1544 de l'église Santa Felicità. Il est probable aussi que la Crucifixion avec les saints Antoine abbé et François de San Michele della Tromba, maintenant au  Musée du Cenacolo di San Salvi, soit aussi de cette période.
De sa période de maturité artistique, des années 1550, quelques  pièces en font preuve : l'Immaculée Conception au Musée de l'Œuvre de Santa Croce (signée et datée de 1555), un retable à Santa Maddalena dei Pazzi à Florence, et le Martyre de San Romolo daté de 1557.
De  cette période datent également l'Immaculée Conception (1556) des Ognissanti, maintenant à l'Académie et un retable de la Vérification de la Vraie Croix à Olmi di Borgo San Lorenzo de 1569.
Il intègre ensuite  le style romain de Francesco Salviati dans le contexte de la peinture toscane et ses figures deviennent plus extravagantes comme le relate Giorgio Vasari  dans Le Vite.
Il est un des contributeurs choisis par Vasari pour les décorations du Studiolo de François Ier du Palazzo Vecchio de Florence.
Le 15 octobre 1574, il a été enterré en l'église San Pancrazio à Florence.

## Œuvres
- Vierge et l'Enfant, collection privée, Irlande.
- Annonciation (1555), et Pietà (1561), église Santa Maria Assunta, Loro Ciuffenna,
- Saint Benoît sur le trône entre saint Bernard et saint Michel, église San Fedele, Poppi,
- Martyre de San Romulus, 1560-1570, huile sur toile, Santa Maria Maddalena dei Pazzi, Florence
- La Charité de saint Nicolas de Bari, National Gallery, Londres
- Sainte famille avec saint Jean Baptiste enfant, huile sur panneau, 132 × 104 cm, Galerie Haboldt & Co, Paris, 2005[1]
- Une Sibylle,
- Dispute de l'Immaculée Conception,
- Vierge en gloire avec deux orphelins et la Charité, Museo del Bigallo,
- Neptune et Amphitrite
- L'Immaculée Conception, huile sur bois, 414 × 246 cm, Galleria dell'Accademia de Florence[2]
- La Charité, huile sur panneau, 151 × 115 cm, Musée du Prado, Madrid
- La Charité, huile sur toile, Musée des Bons-Enfants, Maastricht
- Vierge à l'Enfant avec un livre d'heures, huile sur panneau, 82 × 60 cm, Collection particulière
- Vierge à l'Enfant avec saint Jean Baptiste et sainte Anne, huile sur panneau, 114 × 95 cm, Collection privée, Berlin,

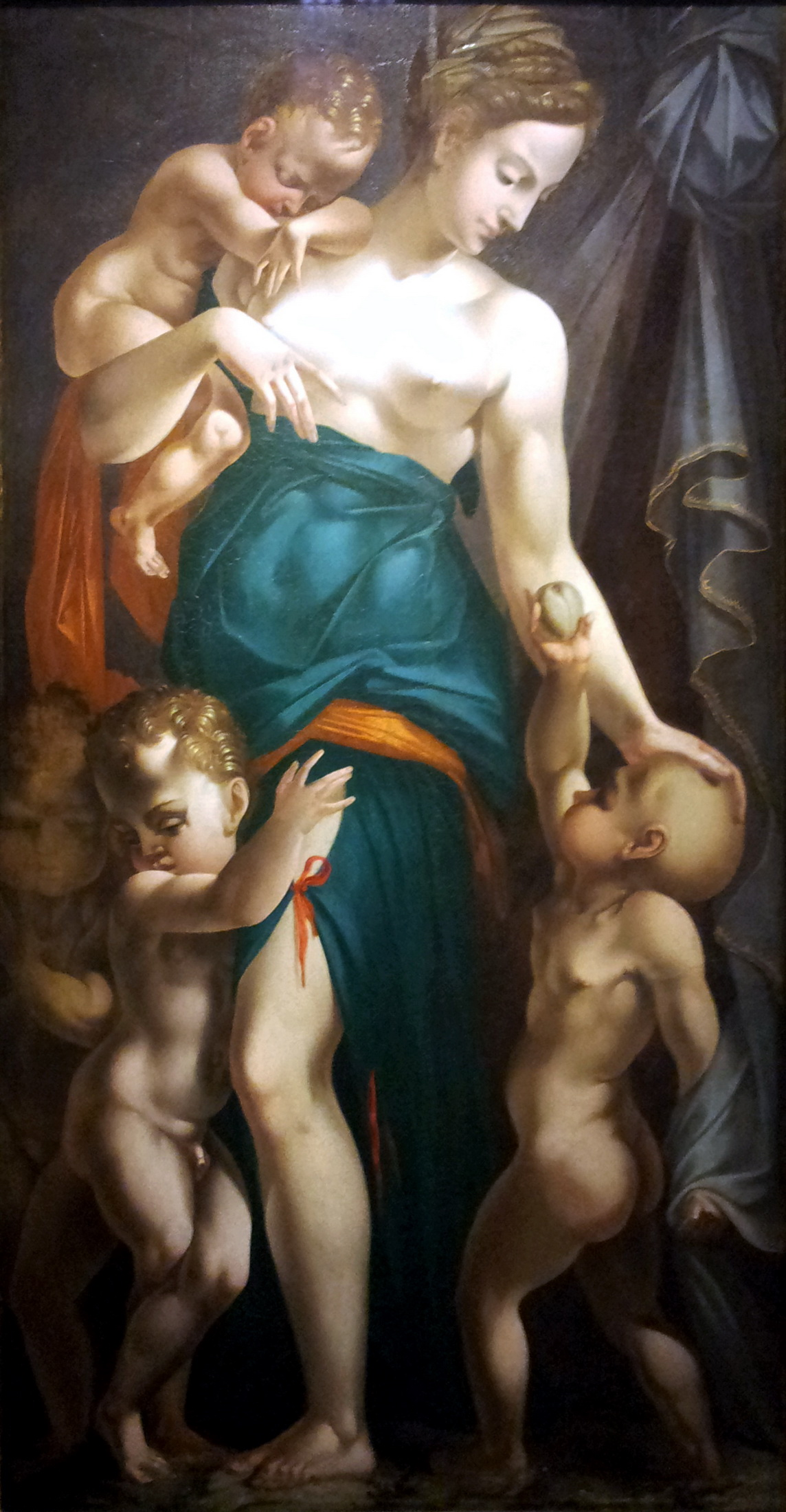
Charité, Musée des Bons-Enfants, Maastricht.
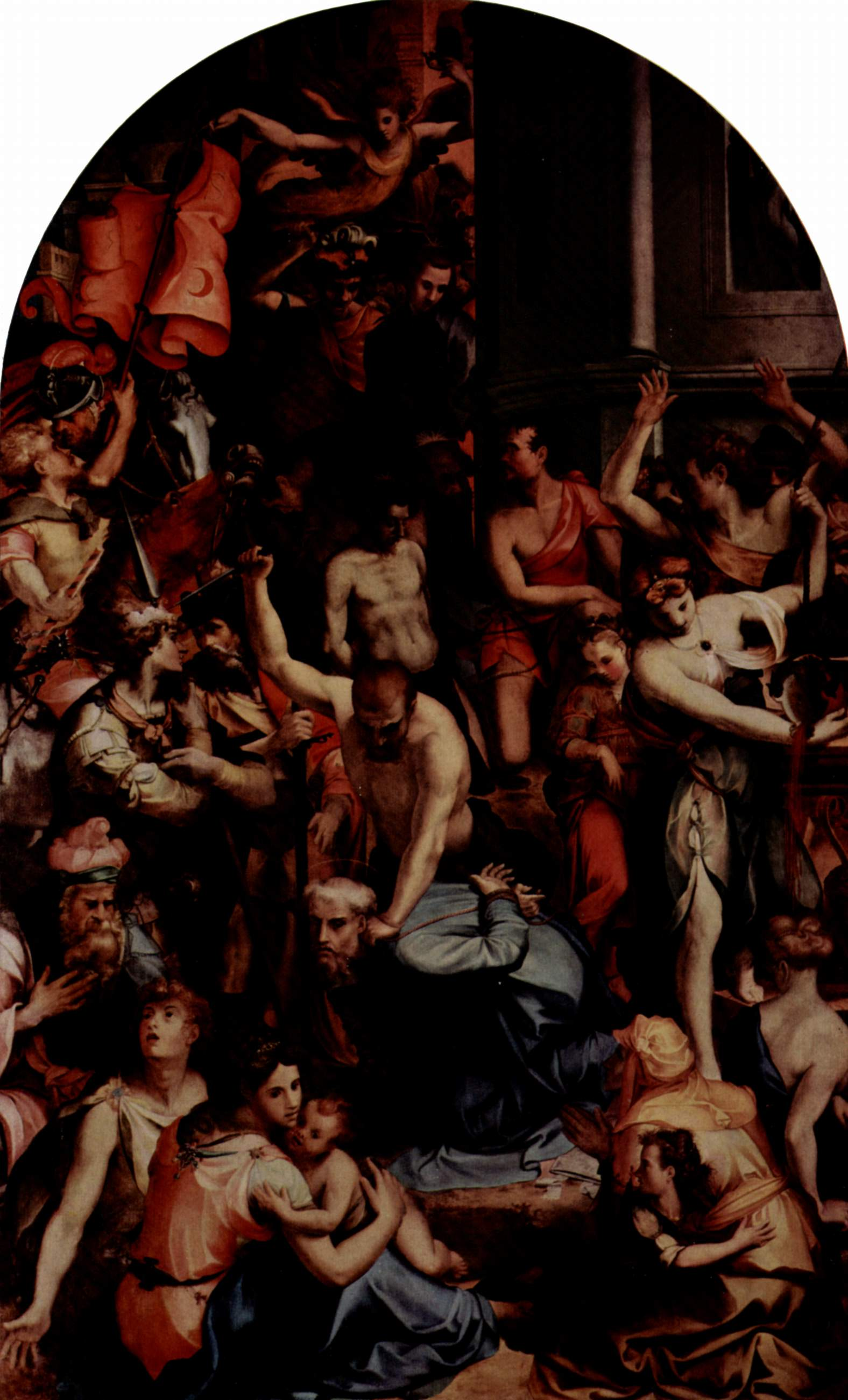
Martyre de saint Romulus 1560-1570 Santa Maria Maddalena dei Pazzi
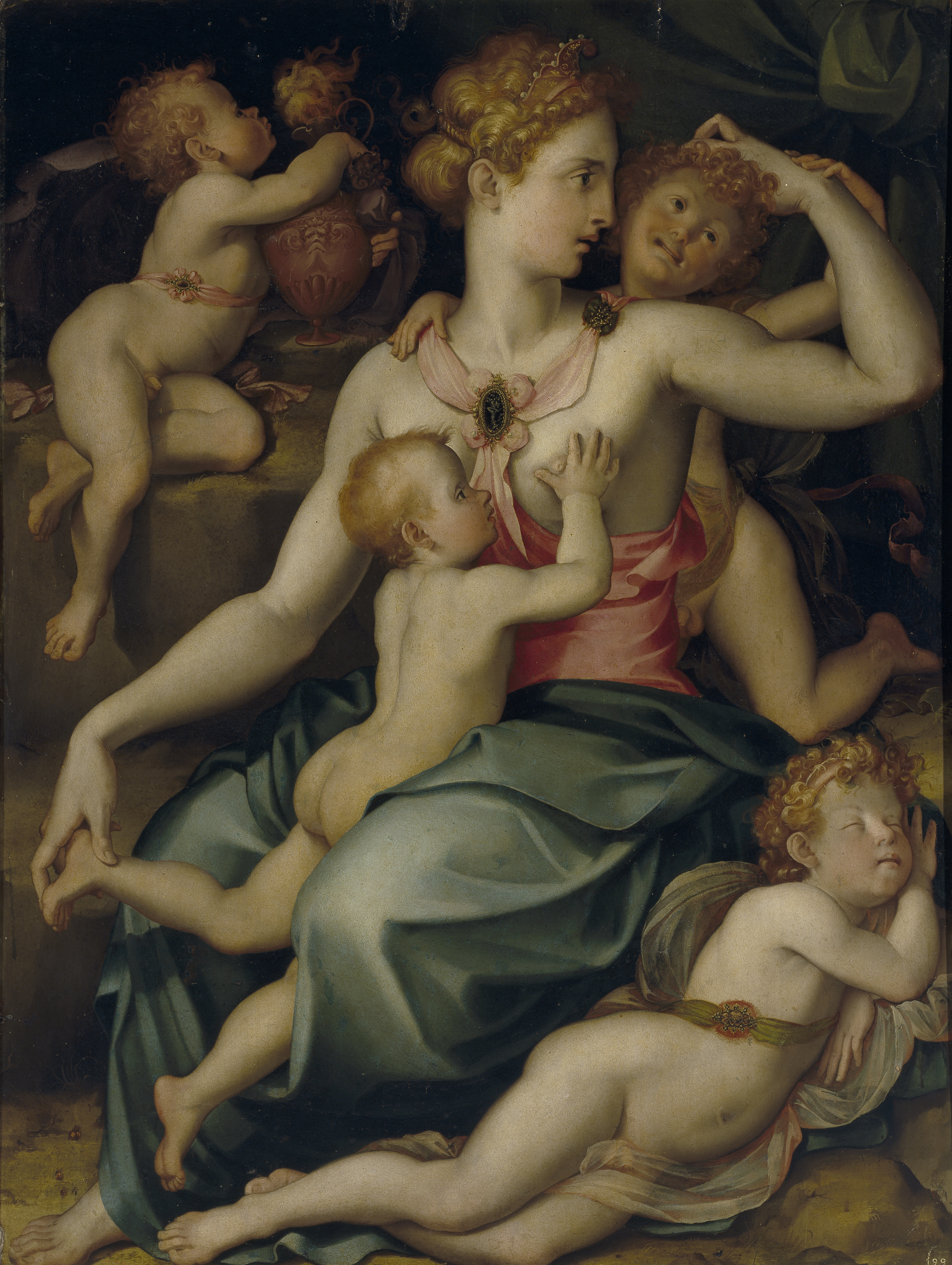
La Charité Musée du Prado
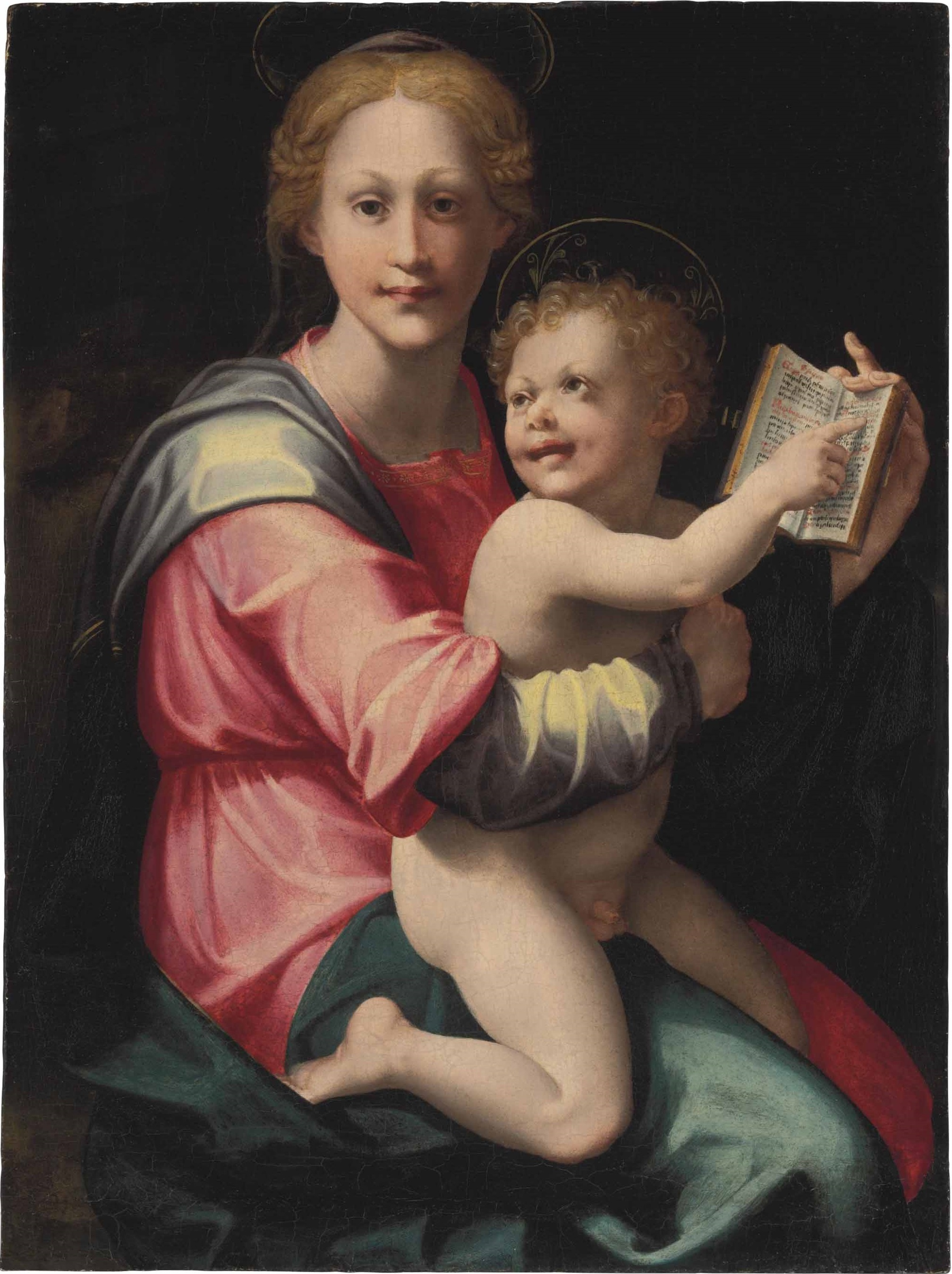
Vierge à l'Enfant avec un livre d'heures Vente Christie's New York 2014
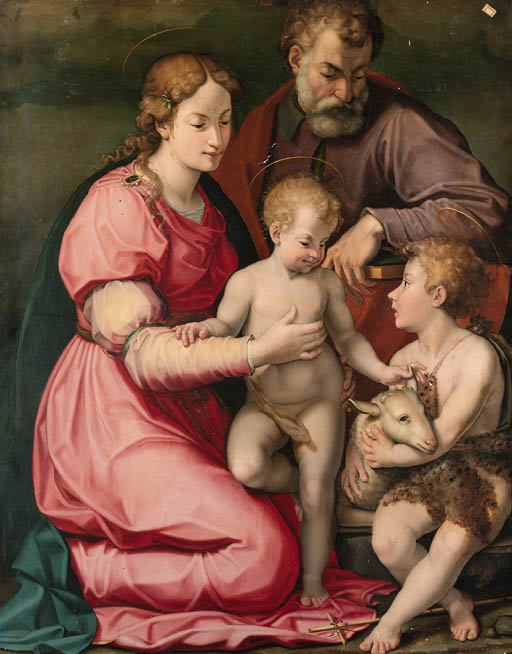
Sainte famille avec saint Jean Baptiste enfant Collection privée, Munich
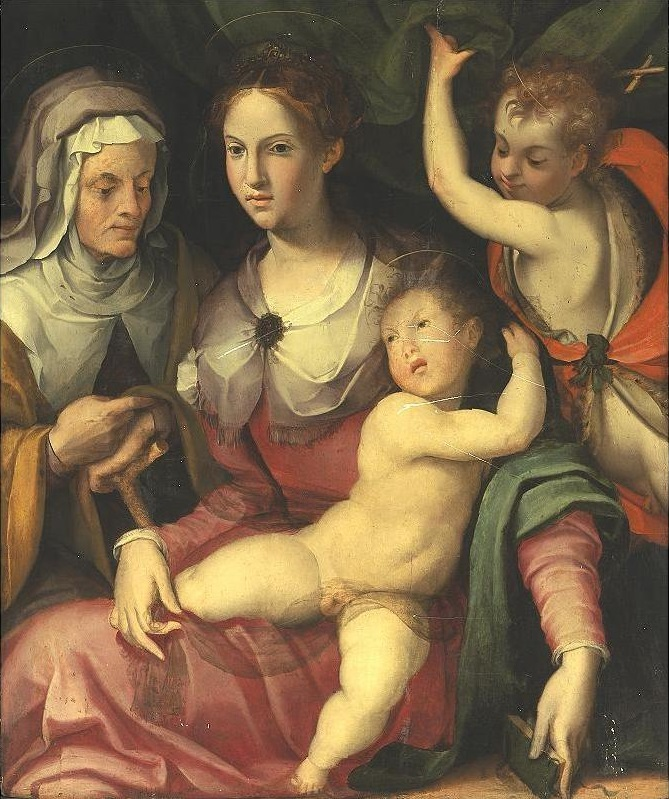
Vierge à l'Enfant avec saint Jean Baptiste et sainte Anne Collection privée, Berlin

## Sources
- Notice  sur Portelli in Old Masters du Dr David Franklin, National Gallery of Canada, Ottowa .